# Колесникова, Аграфена Николаевна
Аграфе́на Никола́евна Коле́сникова (1926, Планидовка, Глубоковский район — 10 июня 2002) — доярка колхоза имени Куйбышева Глубоковского района Восточно-Казахстанской области, Казахская ССР. Герой Социалистического Труда (1966). Депутат Верховного Совета Казахской ССР 7-го созыва.

## Биография
Родилась в 1926 году крестьянской семье в селе Планидовка. Трудовую деятельность начала в сельскохозяйственной артели имени Куйбышева (позднее — колхоз имени Куйбышева Глубоковского района). С 1948 года — доярка в этом же колхозе.
Участвовала в социалистическом соревновании доярок-трёхтысячниц. С конца 1940-х годов в течение десяти лет ежегодно получала от каждой фуражной коровы более трёх тысяч килограмм молока. За достигнутые успехи в развитии животноводства, увеличении производства и заготовок молока удостоена звания Героя Социалистического Труда указом Президиума Верховного Совета СССР от 22 марта 1966 года c вручением ордена Ленина и золотой медали «Серп и Молот».
В 1965 году участвовала во всесоюзной выставке ВДНХ.
В 1968 году выполнила взятое социалистическое обязательство надоить от каждой фуражной коровы по 3200 килограмм молока от закреплённых за ней 13 коров.
Избиралась депутатом Верховного Совета Казахской ССР VII созыва (1967—1971) и кандидатом в ЦК Компартии Казахстана. Принимала участие в работе X—XII съездов Компартии Казахстана (1960, 1961, 1966).
Скончалась 10 июня 2002 года.

## Награды
- Герой Социалистического Труда
- Орден Ленина
- Медаль «За освоение целинных земель»
- Медаль «За трудовое отличие»
- Медаль «За доблестный труд в Великой Отечественной войне 1941—1945 гг.»